# Tomás Genovés y Lapetra
Tomás Genovés y Lapetra (Saragossa, 28 de desembre de 1805 - Burgos, 5 de juny de 1861) va ser un compositor d'òpera i sarsuela espanyol.
Nascut a Saragossa, es va educar en el col·legi d'infants de la Basílica del Pilar i després a Madrid, on va completar la seua formació de músic. A Madrid va estrenar l'any 1831 Enrico e Clotilde, una òpera a l'estil italià, i l'any 1832 El rapte, una òpera espanyola segons el mateix autor, precursora en certa manera del renaixement de la sarsuela i una de les primeres òperes que es van fer en castellà.
Es va traslladar a Itàlia, on va estrenar Zelma (1835) a Bolonya, La battaglia di Lepanto (1836) a Roma, Bianca di Belmonte (1838) a Venècia, Iginia d'Asti (1840) a Nàpols i Luisa della Vallière (1845) a Milà. Abans de tornar a Madrid, va passar per Alemanya.
Al seu retorn a Madrid va interessar-se per la sarsuela, component algunes d'aquestes obres en col·laboració, i Un embuste y una boda (1851) en solitari. Va treballar com a mestre de música de la família reial, però va haver de deixar el treball quan la falta dels pagaments mensuals li va produir problemes econòmics. Va tenir alguns alumnes particulars entre ells la soprano Trinidad Ramos, però finalment es va traslladar a Burgos, on va morir el 5 de juny del 1861.
Va exercir de mestre de capella en la catedral de Tarassona, on es conserva la música religiosa que va compondre. A més també va compondre dues simfonies: Numància destruïda i El Setge de Saragossa.
Es va casar amb la soprano Elisa Villó, també coneguda com a Elisa Villó de Genovés.

## Obres
(LLista no exhaustiva)
- 1831 Enrico e Clotilde o La rosa bianca e la rosa rossa - opera seria en 2 actes- llibret: Felice Romani - estrenada a Madrid
- 1832 El rapto - òpera espanyola en 3 actes - llibret: Luis Mariano de Larra - estrenada a Madrid
- 1833 Bianca di Belmonte - estrenada a Venècia
- 1835 Zelma - estrenada a Bolonya
- 1836 La battaglia di Lepanto - estrenada a Roma
- 1840 Iginia d'Asti - estrenada a Nàpols
- 1845 Luisa della Vallière - llibret: Felide Meucci - estrenada a Milà
- 1851 Un embuste y una boda - sarsuela en 2 actes - llibret: Luis Mariano de Larra - estrenada a Madrid
- 1853 El bufón de la Reina - sarsuela en 3 actes - llibret: Emilio Miró - estrenada al Teatre Principal de Barcelona
- 1854 Aurora - sarsuela en 3 actes - llibret: Emilio Miró - estrenada a Saragossa
- 1857 Nadie toque a la Reina - sarsuela en 3 actes - llibret: Luis Cortés - estrenada a Valladolid
- 1857 Los mosqueteros de la Reina - sarsuela en 3 actes - llibret: Juan Callejo - estrenada a Valladolid